# Euvelgunnetracé
Het Euvelgunnetracé is een kort stuk dubbelbaans autoweg dat de doorstroming op de N7 bij Groningen moet verbeteren en loopt van Oude Roodehaan naar het nieuwe knooppunt Euvelgunne. Het Euvelgunnetracé is niet voorzien van vluchtstroken en heeft daarom de status van autoweg. Bij Roodehaan is de N7/A7 doorgetrokken; het oude tracé via de Europaweg blijft bestaan, maar heeft de status van rijksweg verloren.
Het Euvelgunnetracé dient vooral ter ontlasting van het knooppunt Europaplein. Op het Europaplein liep het verkeer regelmatig vast voor de daar aanwezige verkeerslichten. Bij dit knooppunt was echter geen ruimte voor een alternatieve oplossing. Sinds de aanleg van het Euvelgunnetracé sluit de N7 bij het nieuwe knooppunt Euvelgunne ongelijkvloers aan op de zuidelijke ringweg en op de N46. Op 1 februari 2009 werd de aansluiting tussen A7 en de zuidelijke ringweg via het Euvelgunnetracé opengesteld.
Het tracé en het knooppunt zijn vernoemd naar de voormalige buurtschap Euvelgunne.